# Ghyvelde Lake
Ghyvelde Lake (Frans: Lac Ghyvelde) is een meer van zo'n 25 km² in de Canadese provincie Newfoundland en Labrador. Het meer bevindt zich in het westen van de regio Labrador.

## Geografie
Ghyvelde Lake ligt in het midden van de wildernis van het grote Oost-Canadese schiereiland Labrador. Het ligt 65 km ten zuiden van Churchill Falls, de meest nabijgelegen bewoonde plaats. Het ligt voorts ten oosten van het grote Atikonak Lake en zo'n 9 km ten noordwesten van de grens tussen Québec en Newfoundland en Labrador.
Het meer is erg onregelmatig gevormd met verschillende kilometerslange, soms sterk kronkelende, zijarmen en tevens tientallen eilanden, waaronder een van zo'n 150 hectare.

## Geologie
Het meer ligt in de geologische provincie Grenville en bevindt zich in het zuiden van een bredere regio waar de bodem voornamelijk bestaat uit granulietfacies met daarin saffirien bevattende rotsen. De belangrijkste lithologische eenheden in dat granulietfacies zijn paragneis (waarin het saffirien voortkomt), gabbronoriet, gabbro, hyperstheen graniet, charnockitische gneis en laat-microkliene graniet.
De omgeving van Ghyvelde Lake en Long Lake werd voor het eerst gedetailleerd geologisch in kaart gebracht begin jaren 1980. Het gebied in de onmiddellijke omgeving van het meer staat bij geologen bekend als het "Lac Ghyvelde-allochtoon".